# Strochcice
Strochcice [pronunciación en polaco: /strɔxˈt͡ɕit͡sɛ/] es un pueblo ubicado en el distrito administrativo de Gmina Samborzec, dentro del condado de Sandomierz, Voivodato de Świętokrzyskie, en el centro-sur de Polonia. Se encuentra a unos 5 kilómetros al noreste de Samborzec, a 3 kilómetros al suroeste de Sandomierz, y a 82 kilómetros al este de la capital regional Kielce.